# جورج إل. هارت
جورج إل. هارت (بالإنجليزية: George L. Hart)‏ هو لغوي أمريكي، ولد في 1945.